# Kurt Braunreuther
Kurt Braunreuther (* 28. Juli 1913 in Leipzig; † 19. Juli 1975 in Berlin) war ein deutscher Soziologe, Wirtschaftswissenschaftler und Hochschullehrer in der DDR.

## Leben
Braunreuther, Sohn eines Malers, begann 1929 nach dem Besuch des Gymnasiums eine Ausbildung zum Schriftsetzer am Bibliographischen Institut Leipzig. 1932 trat er in die KPD ein und wurde Rangierer bei der Deutschen Reichsbahn in Leipzig. Bis 1939 war er in verschiedenen Berufen tätig und zeitweise arbeitslos. 
1939 wurde Braunreuther Eisenbahner im besetzten Polen und geriet am Ende des Zweiten Weltkriegs in US-amerikanische Kriegsgefangenschaft, aus der er 1946 entlassen wurde. Nach seiner Freilassung trat Braunreuther in die SED ein und war als Eisenbahner auf dem Verschiebebahnhof Leipzig-Engelsdorf tätig. 
Nachdem Braunreuther an einer Vorstudienanstalt die Sonderreifeprüfung abgelegt hatte, studierte er von 1947 bis 1951 Wirtschaftswissenschaften an der Humboldt-Universität (HU) Berlin und wurde danach Assistent am Institut für Politische Ökonomie der dortigen Wirtschaftswissenschaftlichen Fakultät. 1955 wurde er mit einer Arbeit „Über die Bedeutung der physiokratischen Bewegung in Deutschland in der zweiten Hälfte des 18. Jahrhunderts“ promoviert. 1956 wurde er Dozent und 1959 mit der Arbeit „Zur Geschichte des staatswissenschaftlichen Faches an der  Humboldt-Universität zu Berlin im ersten Halbjahrhundert ihres Bestehens“ habilitiert. 1960 wurde er Professor mit Lehrauftrag und stellvertretender, später kommissarischer Direktor des Instituts für Politische Ökonomie an der HU Berlin.
1963 wurde Braunreuther Leiter der Arbeitsgruppe Soziologie am Institut für Wirtschaftswissenschaften der Deutschen Akademie der Wissenschaften zu Berlin (DAW) und ab 1969 Leiter einer Arbeitsgruppe für „Geschichte und Kritik der bürgerlichen Soziologie“ am Institut für Philosophie der DAW. 1964 wurde er Professor mit vollem Lehrauftrag für „Geschichte der ökonomischen Lehrmeinungen und marxistische Soziologie“ an der HU Berlin.
Seit 1964 war Braunreuther ordentliches Mitglied der DAW und des Wissenschaftlichen Rates für Soziologie der DDR. Außerdem wurde er Vorsitzender das Kreisvorstandes der Gewerkschaft Wissenschaft an der DAW. 1971 wurde Braunreuther zum Honorarprofessor für Geschichte der Soziologie an der HU Berlin berufen.

## Werk
Braunreuther war in den 1950er Jahren in der DDR maßgeblich am Aufbau des Lehrfachs „Geschichte der politischen Ökonomie“ beteiligt. Anfang der 1960er Jahre trug er entscheidend zur Etablierung der Soziologie als Forschungs- und Lehrdisziplin in der DDR bei. Seine Arbeiten befassten sich vor allem mit wirtschaftspolitischen Aspekten der Geschichte der Soziologie.

## Schriften (Auswahl)
- Kurt Braunreuther: Fragen der marxistischen Soziologie (Teil II). Ökonomie und Geschichte in der deutschen bürgerlichen Soziologie. Berlin 1964.
- Kurt Braunreuther: Studien zur Geschichte der politischen Ökonomie und der Soziologie. Hrsg.: Hermann Lehmann. Akademie Verlag, Berlin 1978.